# Высший совет правосудия
Высший совет правосудия (укр. Вища рада правосуддя) — коллегиальный, независимый конституционный орган государственной власти и судейского управления, действующий в Украине на постоянной основе для обеспечения независимости судебной власти, её функционирования на основе ответственности, подотчётности перед обществом, формирования добродетельного и высокопрофессионального корпуса судей, соблюдения норм Конституции и законов Украины, а также профессиональной этики в деятельности судей и прокуроров.

## История
Предшественник органа — Высший совет юстиции — был создан после вступления в силу Закона Украины «О Высшем совете юстиции» в 1998-м году. 
В ходе судебной реформы, начатой в 2016 году, Высший совет юстиции был реорганизован и переименован в Высший совет правосудия (укр. Вища рада правосуддя).
Деятельность Высшего совета правосудия осуществляется на основе Закона Украины «О Высшем совете правосудия», вступившего в силу 5 января 2017.
Решение о реорганизации было принято Высшим советом юстиции в соответствии с Конституцией Украины и Законом Украины «О Высшем совете правосудия» 12 января 2017.

## Состав
Высший совет правосудия состоит из двадцати одного члена, избираемых следующим образом:
- 1 — Председатель Верховного Суда Украины входит в состав Высшего совета правосудия по должности.
- 10  — избирает съезд судей Украины из числа судей или судей в отставке:
- 2  — назначает Президент Украины;
- 2  — избирает Верховная Рада Украины;
- 2  — избирает съезд адвокатов Украины;
- 2  — избирает всеукраинская конференция прокуроров;
- 2  — избирает съезд представителей юридических высших учебных заведений и научных учреждений.

Срок полномочий избранных (назначенных) членов Высшего совета правосудия составляет четыре года. Одно и то же лицо не может занимать должность члена Высшего совета правосудия два срока подряд.
Член Высшего совета правосудия не может принадлежать к политическим партиям, профсоюзам, принимать участие в любой политической деятельности, иметь представительский мандат, занимать любые другие оплачиваемые должности (кроме должности Председателя Верховного Суда), выполнять другую оплачиваемую работу, кроме научной, преподавательской или творческой.

## Полномочия
Согласно ст. 131 Конституции Украины, Высший совет правосудия:
1. вносит представление о назначении судьи на должность;
2. принимает решение о нарушении судьёй или прокурором требований относительно несовместимости;
3. рассматривает жалобы на решения соответствующего органа о привлечении к дисциплинарной ответственности судьи или прокурора;
4. принимает решение об освобождении судьи от должности;
5. даёт согласие на задержание судьи или содержание под стражей;
6. принимает решение о временном отстранении судьи от правосудия;
7. принимает меры по обеспечению независимости судей;
8. принимает решение о переводе судьи из одного суда в другой;
9. осуществляет другие полномочия, определенные Конституцией и законами Украины.

Согласно статье 3 Закона Украины «О Высшем совете правосудия»:
1. Высший совет правосудия:
  - вносит представление о назначении судьи на должность;
  - принимает решение о нарушении судьёй или прокурором требований относительно несовместимости;
  - обеспечивает осуществление дисциплинарным органом дисциплинарного производства в отношении судьи;
  - образует органы для рассмотрения дел по дисциплинарной ответственности судей;
  - рассматривает жалобы на решения соответствующих органов о привлечении к дисциплинарной ответственности судьи или прокурора;
  - принимает решение об освобождении судьи от должности;
  - даёт согласие на задержание судьи или содержание под стражей или арестом;
  - принимает решение о временном отстранении судьи от правосудия;
  - принимает меры по обеспечению авторитета правосудия и независимости судей;
  - принимает решение о переводе судьи из одного суда в другой, решение о командировке судьи в другой суд того же уровня и специализации;
  - принимает решение о прекращении отставки судьи;
  - согласовывает количество судей в суде;
  - утверждает Положения о Единой судебной информационной (автоматизированной) системе, Положения о Государственной судебной администрации Украины и типовые положения о ее территориальных управлениях, Положения о Службе судебной охраны, Положения о проведении конкурсов для назначения на должности государственных служащих в судах, органах и учреждениях системы правосудия, Положения о Комиссии по вопросам высшего корпуса государственной службы в системе правосудия, Порядок ведения Единого государственного реестра судебных решений;
  - согласовывает Типовые положения об аппарате суда, Положения о порядке создания и деятельности службы судебных распорядителей;
  - предоставляет обязательные к рассмотрению консультативные заключения по законопроектам по вопросам создания, реорганизации или ликвидации судов, судоустройства и статуса судей, обобщает предложения судов, органов и учреждений системы правосудия в отношении законодательства по их статусу и функционированию, судоустройству и статусу судей;
  - осуществляет функции главного распорядителя средств Государственного бюджета Украины по финансовому обеспечению своей деятельности; участвует в определении расходов Государственного бюджета Украины на содержание судов, органов и учреждений системы правосудия;
  - утверждает по представлению Государственной судебной администрации Украины нормативы кадрового, финансового, материально-технического и иного обеспечения судов;
  - согласовывает в установленном порядке перераспределение бюджетных расходов между судами, кроме Верховного Суда;
  - назначает на должность и освобождает от должности Председателя Государственной судебной администрации Украины, его заместителей;
  - определяет по представлению Председателя Государственной судебной администрации Украины предельную численность работников Государственной судебной администрации Украины, в том числе ее территориальных управлений;
  - осуществляет другие полномочия, определённые Законом Украины «О судоустройстве и статусе судей».
2. Высший совет правосудия, в связи с реализацией определённых законом полномочий, участвует в международном сотрудничестве, в том числе взаимодействует с иностранными учреждениями, учреждениями и организациями по вопросам правосудия; может быть членом соответствующих международных ассоциаций.
3. Высший совет правосудия может привлекать для выполнения вспомогательных и консультативных функций органы судейского самоуправления, учреждения и организации, судей, судей в отставке, адвокатов, прокуроров и других специалистов.

## Руководство

### Председатели
- Евдокимов, Валерий Александрович (1998—2001 гг.)
- Кивалов, Сергей Васильевич (2001—2004 гг.)
- Шелест, Николай Анатольевич (2004—2006 гг.)
- Изовитова, Лидия Павловна (2007—2010 гг.)
- Колесниченко, Владимир Николаевич (2010—2013 гг.)
- Лавринович, Александр Владимирович (2013—2014 гг.)
- Бенедисюк, Игорь Михайлович (2015 г.—2019 гг.)
- Говоруха, Владимир Иванович (16 апреля—24 сентября 2019 г.)[5]
- Овсиенко, Андрей Анатольевич (24 сентября 2019 года—11 марта 2021 года)
- Маловацкий, Алексей Владимирович (и.о.) (с марта 2021 года, исполнял обязанности как заместитель председателя ВСП)
- Грищук, Виктор Климович (и.о) (с 24 января 2022 года, исполнял обязанности как самый старший по возрасту член ВСП)
- Салихов, Виталий Валерьевич (и.о.) (с мая 2022 года, исполнял обязанности как самый старший по возрасту член ВСП)
- Бондаренко, Татьяна Знаменьевна (и.о.) (январь 2023 года, исполняла обязанности как самый старший по возрасту член ВСП)
- Усик, Григорий Иванович (с 23 января 2023 года)

### Заместители Председателя
- Бутенко, Владимир Михайлович (1998—2003 гг.)
- Шелест, Николай Анатольевич (2003—2004, 2007—2008 гг.)
- Изовитова, Лидия Павловна (2004—2007, 2010—2013 гг.)
- Андрейцев, Владимир Иванович (2009—2010 гг.)
- Удовиченко, Александр Сергеевич (2013—2014 гг.)
- Муравьев, Алексей Валентинович (с 2015 г.)
- Беляневич, Вадим Эдуардович (2017-2019 гг.)
- Маловацкий, Алексей Владимирович (2020 – 2022 гг.)
- Лукьянов Дмитрий Васильевич (с 2023 г.)

## Предыдущие составы

### Председатели Верховного Суда
- Бойко, Виталий Федорович (1998—2002 гг.)
- Маляренко, Василий Тимофеевич (2002—2006 гг.)
- Онопенко, Василий Васильевич (2006—2011 гг.)
- Пилипчук, Петр Филиппович (2012—2013 гг.)
- Романюк, Ярослав Михайлович (2013-2017 гг.)
- Данишевская, Валентина Ивановна (2017-2021 гг.)
- Князев, Всеволод Сергеевич (2021-2023 гг.)
- Кравченко, Станислав Иванович (с 2023 г.)

### Генеральные прокуроры Украины
- Потебенько, Михаил Алексеевич (1998—2002 гг.)
- Пискун, Святослав Михайлович (2002—2003, 2004—2005, 2007 гг.)
- Васильев, Геннадий Андреевич (2004 г.)
- Медведько, Александр Иванович (2005—2007, 2007—2010 гг.)
- Пшонка, Виктор Павлович (2010—2014 гг.)
- Махницкий, Олег Игоревич (и. о. 24 февраля — 18 июня 2014 г.)
- Ярема, Виталий Григорьевич (19 июня 2014 — 10 февраля 2015 г.)
- Шокин, Виктор Николаевич (с 10 февраля 2015 г.)

### Министры юстиции Украины
- Станик, Сюзанна Романовна (1998—2002 гг.)
- Лавринович, Александр Владимирович (2002—2005, 2006—2007, 2010—2013 гг.)
- Зварич, Роман Михайлович (2005, 2006 гг.)
- Головатый, Сергей Петрович (2005—2006 гг.)
- Онищук, Николай Васильевич (2007—2010 гг.)
- Лукаш, Елена Леонидовна (2013—2014 гг.)
- Петренко, Павел Дмитриевич (с 2014 г.)

### Члены, назначенные Президентом Украины
- Варфоломеева, Татьяна Викторовна (1998—2004 гг.)
- Евдокимов, Валерий Александрович (1998—2004 гг.)
- Полтавец, Юрий Павлович (1998—2004 гг.)
- Гавриш, Степан Богданович (2004—2010 гг.)
- Задорожный, Александр Викторович (2004—2007 гг.)
- Чернушенко, Антон Васильевич (2004—2010 гг.)
- Кривенко, Виктор Васильевич (2008—2010 гг.)
- Кобылянский, Николай Генрихович (2010—2014 гг.)
- Кузьмин, Ренат Равельевич (2010—2014 гг.)
- Хорошковский, Валерий Иванович (2010 г.)
- Фесенко, Леонид Иванович (2011—2013 гг.)
- Винокуров, Сергей Маркиянович (2013—2014 гг.)
- Бондарь, Сергей Владимирович (2014—2015 гг.)
- Власенко, Сергей Владимирович (2014—2015 гг.)
- Мазур, Лидия Михайловна (2014—2015 гг.)
- Бенедисюк, Игорь Михайлович (с 2015 г.)
- Гусак, Николай Борисович (с 2015 г.)
- Малашенкова, Татьяна Михайловна (с 2015 г.)

### Члены, назначенные Верховной Радой Украины
- Селиванов, Анатолий Александрович (1999—2005 гг.)
- Мельник, Николай Иванович (2000—2006 гг.)
- Онопенко, Василий Васильевич (2000—2006 гг.)
- Бондик, Валерий Анатольевич (2007—2013 гг.)
- Завальнюк, Владимир Васильевич (2007—2013 гг.)
- Колесниченко, Владимир Николаевич (2007—2014 гг.)
- Кузьмишин, Виталий Николаевич (2013—2014 гг.)
- Лавринович, Александр Владимирович (2013—2014 гг.)
- Маловацкий, Алексей Владимирович (с 2015 г.)
- Мамонтова, Ирина Юрьевна (с 2015 г.)

### Члены, назначенные Съездом судей Украины
- Борисенко, Александр Михайлович (1998—2003 гг.)
- Бутенко, Владимир Михайлович (1998—2003 гг.)
- Шишкин, Виктор Иванович (1998—2003 гг.)
- Палий, Валентина Михайловна (2003—2007, 2010—2011 гг.)
- Скотарь, Анатолий Николаевич (2003—2008 гг.)
- Шелест, Николай Анатольевич (2003—2008 гг.)
- Кравченко, Константин Тимофеевич (2009—2014 гг.)
- Барбара, Валентин Петрович (2009—2010 гг.)
- Волков, Александр Федорович (2009—2010 гг.)
- Отрош, Инна Алексеевна (2010—2014 гг.)
- Удовиченко, Александр Сергеевич (2010—2014 гг.)
- Волковицкая, Наталья Александровна (с 2015 г.)
- Муравьев, Алексей Валентинович (с 2015 г.)
- Олейник, Алла Сергеевна (с 2015 г.)

### Члены, назначенные Всеукраинской конференцией работников прокуратуры
- Христенко, Александр Андреевич (1998—2004 гг.)
- Шуба, Владимир Васильевич (1998—2004 гг.)
- Кудрявцев, Виктор Викторович (2004—2010 гг.)
- Кузьмин, Ренат Равельевич (2004—2010 гг.)
- Пшонка, Виктор Павлович (2010—2014 г.г.)
- Гаврилюк, Михаил Иванович (2011—2014 гг.)
- Татьков, Виктор Иванович (2011—2014 гг.)
- Головатый, Василий Ярославович (2014—2015 гг.)
- Махницкий, Олег Игоревич (2014—2015 гг.)
- Комков, Владимир Кириллович (с 2015 г.)
- Нежура, Вадим Анатольевич (с 2015 г.)

### Члены, назначенные Съездом адвокатов Украины
- Изовитова, Лидия Павловна (1998—2014 гг.)
- Медведчук, Виктор Владимирович (1998—2004 гг.)
- Нечипоренко, Александр Лаврович (1998—2004 гг.)
- Жуковская, Ольга Леонидовна (2004—2010 гг.)
- Сафулько, Сергей Федорович (2004—2014 гг.)
- Высоцкий, Владимир Иванович (2010—2012 г.)
- Темкижев, Игорь Хажмуридович (2012—2014 гг.)
- Балац, Сергей Валерьевич (2014 г.)
- Гречковский, Павел Николаевич (с 2014 г.)
- Резников, Алексей Юрьевич (2014 г.)
- Беляневич, Вадим Эдуардович (с 2015 г.)
- Лесько, Алла Алексеевна (с 2015 г.)

### Члены, назначенные Съездом представителей юридических высших учебных заведений и научных учреждений
- Кивалов, Сергей Васильевич (1998—2014 гг.)
- Нор, Василий Тимофеевич (1998—2004 г.)
- Таций, Василий Яковлевич (1998—2004 гг.)
- Андрейцев, Владимир Иванович (2004—2010 гг.)
- Медведчук, Виктор Владимирович (2004—2010 гг.)
- Портнов, Андрей Владимирович (2010—2014 гг.)
- Шаповал, Владимир Николаевич (2010—2014 гг.)
- Бойко, Андрей Михайлович (с 2014 г.)
- Каплина, Оксана Владимировна (2014 г.)
- Фазикош, Анна Васильевна (2014 г.)
- Мирошниченко, Анатолий Николаевич (с 2015 г.)

## Текущий состав
| №  | ФИО                                                 | Дата избрания/назначения | Квота                                                     | Предыдущая должность |
| -- | --------------------------------------------------- | ------------------------ | --------------------------------------------------------- | --- |
| 12 | вакантно                                            | —                        | Президент Украины                                         | — |
| 15 | вакантно                                            | —                        | Съезд адвокатов Украины                                   | — |
| 16 | вакантно                                            | —                        | Съезд адвокатов Украины                                   | — |
| 20 | вакантно                                            | —                        | Съезд представителей юридических ВНУ и научных учреждений | — |
| 10 | Ковбий Елена Васильевна                             | 12 января 2023           | Съезд судей Украины                                       | судья Херсонского окружного административного суда |
| 4  | Котелевец Алла Викторовна                           | 11 января 2023           | Съезд судей Украины                                       | судья Харьковского апелляционного суда |
| 5  | Попикова Ольга Владимировна                         | 11 января 2023           | Съезд судей Украины                                       | судья Северного апелляционного хозяйственного суда |
| 8  | Бондаренко Татьяна Знаменьевна                      | 12 января 2023           | Съезд судей Украины                                       | судья Николаевского апелляционного суда |
| 6  | Сасевич Александр Михайлович                        | 11 января 2023           | Съезд судей Украины                                       | судья Львовского окружного административного суда |
| 2  | Плахтий Инна Борисовна                              | 10 марта 2021            | Съезд судей Украины                                       | судья Луцкого горрайонного суда Волынской области |
| 1  | Салихов Виталий Валерьевич                          | 9 марта 2021             | Съезд судей Украины                                       | судья Киевского апелляционного суда |
| 7  | Усик Григорий Иванович (Глава ВСП)                  | 11 января 2023           | Съезд судей Украины                                       | судья Кассационного гражданского суда в составе Верховного Суда |
| 9  | Бурлаков Сергей Юрьевич                             | 12 января 2023           | Съезд судей Украины                                       | судья Кассационного гражданского суда в составе Верховного Суда |
| 21 | Кравченко Станислав Иванович                        | 26 мая 2023              | Глава Верховного Суда                                     | судья и Председатель Верховного Суда |
| 11 | Блаживская Оксана Евгеньевна                        | 30 сентября 2019         | Президент Украины                                         | судья Хозяйственного суда города Киева |
| 3  | Бокова Юлия Валерьевна                              | 11 января 2023           | Съезд судей Украины                                       | судья Хозяйственного суда Донецкой области |
| 18 | Мельник Алексей Петрович                            | 28 февраля 2023          | Всеукраинская конференция прокуроров                      | руководитель Специализированной экологической прокуратуры Офиса Генерального прокурора                                                                                   |
| 17 | Кандзюба Олег Владимирович                          | 28 февраля 2023          | Всеукраинская конференция прокуроров                      | заместитель начальника отдела предотвращения правонарушениям в органах прокуратуры управления внутренней безопасности генеральной инспекции Офиса Генерального прокурора |
| 19 | Лукьянов Дмитрий Васильевич (заместитель главы ВСП) | 19 августа 2022          | Съезд представителей юридических ВНУ и научных учреждений | заведующий кафедрой Национального юридического университета имени Ярослава Мудрого                                                                                       |
| 14 | Мороз Николай Владимирович                          | 15 августа 2022          | Верховная Рада Украины                                    | доцент кафедры гражданского права Национального юридического университета имени Ярослава Мудрого                                                                         |
| 13 | Маселко Роман Анатольевич                           | 15 августа 2022          | Верховная Рада Украины                                    | адвокат, член правления Фонда DEJURE и Автомайдана |